# Нова Україна (організація)
Нова Україна (англ. Nova Ukraine) — американська некомерційна організація, що ставить за мету підвищення обізнаності про Україну за кордоном, зміцнення громадянського суспільства в Україні та надання гуманітарної допомоги Україні.
Зареєстрована в Каліфорнії як некомерційна організація, надає допомогу незахищеним верствам населення, зокрема біженцям, дітям та пораненим захисникам на лікуванні. Є переважно волонтерською організацією, яка не оплачує роботу директорів. З лютого 2022 року збільшила обсяги допомоги у відповідь на російське вторгнення в Україну.

## Історія
Організацію створено в березні 2014 року як продовження руху «Майдан Сан-Франциско», вона зареєстрована як громадська благодійна організація, що не провадить суттєвої політичної діяльності. Засновники й керівники: Нік Білогорський та Остап Коркуна.
Nova Ukraine організовує вуличні акції в районі Сан-Франциско (затока), культурні заходи, зустрічі, концерти, обговорення України, її культури та розвитку та збори коштів, щоб привернути увагу громадськості до України. 2014 року організація зібрала для України майже $100 тис. гуманітарної допомоги. У 2022 році Nova Ukraine приєдналася до Американської коаліції за Україну для участі в адвокаційних ініціативах України. Станом на серпень 2023 року, організація передала до України допомоги на $80 млн.

### 2014
З липня 2014 року Nova Ukraine підтримує «Станцію Харків», добровільну ініціативу, яка надає допомогу внутрішньо переміщеним особам та сотням постраждалих сімей від збройної агресії Росії на Донбасі.
У серпні 2014 року Nova Ukraine співорганізувала виступ Скрябіна в Сан-Франциско. Гурт пожертвував частину доходу на проєкти Nova Ukraine.
У вересні 2014 року за участі Руслани аукціон зібрав понад двісті людей, зібрані гроші були передані БФ «Схід сонця» Руслани та спрямували на допомогу внутрішньо переміщеним людям в Україні.
У лютому 2014 року Океан Ельзи виступив з ювілейним концертом під назвою «ОЕ — 20 років разом» в рамках ініціативи Nova Ukraine та «Врятуй життя разом», всі прибутки від продажу квитків спрямовано на купівлю ліків та обладнання карет швидкої допомоги на Сході України на $23 тис.
У 2014 році Nova Ukraine посіла другу сходинку в рейтингу найпопулярніших українських некомерційних організацій за версією «Українського журналу» Чикаго.

### 2015
У листопаді 2015 року Nova Ukraine спонсорувала та організувала презентацію в Берклі Святослава Вакарчука «Як Україна може стати процвітаючою країною в Європі?».
Nova Ukraine започаткувала програму Heart2heart (не має відношення до en), де волонтери в районі затоки Сан-Франциско збирають пожертви, сортують їх для транспортування в Україну морем. В Україні пожертви доставляються волонтерам.

### 2018 та 2019
2018 року програма Heart2Heart доставила до України 80 тис. фунтів допомоги на суму $41,5 тис. 2019 року — 55 000 фунтів на $54,5 тис.

### 2020
У березні 2020 року Nova Ukraine організувала фандрейзер та подвоїла зібрані $6 тис. для закупівлі товарів для лікарів. у квітні сума сягнула $75 тис.. Станом на травень 2020 року спільно з БФ Пацієнти України закупили 4255 респіраторів FPP2 для 14 лікарень та кілька тисяч біокостюмів для захисту. У серпні 2020 року Nova Ukraine придбала 17 кисневих концентраторів для України.

### 2022
У лютому 2022 року Nova Ukraine почала надавати допомогу українцям, які постраждали від російського вторгнення в Україну. Протягом 2022 року Nova Ukraine доставила понад 1 мільйон страв та 100 000 партій продуктів, залучила понад 3500 волонтерів в Україні та допомогла понад 1,25 мільйонам внутрішньо переміщених осіб та українських біженців по всьому світу.
У березні 2022 року Nova Ukraine об'єднала зусилля з Українською студентською асоціацією у Стенфорді, Українською асоціацією штату Вашингтон та Українською американською культурною асоціацією Орегону та Південно-Західного Вашингтона, які зібрали та запакували медичних товарів та обладнання на $3,5 млн, наданих місцевими лікарнями. Вантаж включав перев'язувальні матеріали, стерильні хірургічні набори, голки та шприци, трубки та набори для крапельниць, педіатричні ліки, медичне обладнання, рятувальні аптечки тощо. Nova Ukraine зафрахтувала літак Airbus A330 з Міжнародного аеропорту Сіетл–Такома, штат Вашингтон який доставив 32 тонни вантажу до Любліна в Польщі. Почесне консульство України в Сіетлі, офіс губернатора Джея Інслі та порт Сіетла також допомогли в організації цієї роботи. Далі цей вантаж на вантажівках везли в Україну і передавали до МОЗ України.
У березні 2022 року завдяки співпраці Світового конґресу українців, Львівського волонтерського медичного батальйону, Unite with Ukraine та Nova Ukraine закуплено 9 000 турнікетів для ЗСУ Nova Ukraine співпрацює з ЮНІСЕФ США для спільного збору коштів..
Nova Ukraine швидко зібрала команду підтримки біженців, яка розробила комплексні ресурси для українських біженців і допомогла багатьом родинам біженців у США, Мексиці та Європі. Навесні 2022 року, перш ніж українським біженцям дозволили полетіти до США по програмі U4U, низка сімей вилетіла до Мексики. Десятки тисяч українських біженців увійшли до США до 25 квітня через спеціальний прикордонний пункт у Сан-Ісідро після того, як вони перебували в «The Hub» — тимчасовому притулку в Тіхуані, розташованому в шкільному спортзалі, де працювали волонтери. Іншим біженцям довелося подати заяву на гуманітарне умовно-дострокове звільнення в Мехіко та залишитися там, поки їхні заявки розглядатимуться. Волонтери Nova Ukraine допомагали кількома способами: забезпечували табори біженців у Тіхуані та Мехіко, зустрічали біженців на прикордонному переході з боку Сан-Дієго та забезпечували їх одягом та тимчасовим житлом, допомагали біженцям подати документи на гуманітарний пароль, організовували вебінари з юридичними консультаціями та навіть оплачували квитки до Сполучених Штатів у виняткових випадках.
Задля підвищення ефективності надання допомоги Nova Ukraine почала використовувати платформу управління грантами на базі Salesforce для громадських організацій, яка впроваджується за допомогою Noltic, українського партнера Salesforce.

### 2023
Опубліковані у 2023 році звіти про діяльність Nova Ukraine включають такі проєкти.
- Nova Ukraine модернізувала понад 50 українських неонатальних лікарень, які працювали на застарілому радянському обладнанні. Разом з партнерами такими як Здорові, Nova Ukraine закупила, придбала та поставила сучасне обладнання, зокрема портативні інкубатори для новонароджених та електрогенератори. Павлоградська лікарня, одна з прифронтових лікарень, отримала нові дитячі ліжечка, гінекологічні крісла та інші предмети першої необхідності[55]. Цей проєкт був реалізований завдяки пожертві Pioneer Natural Resources.[en]
- Після підриву Каховської ГЕС на півдні України 6 червня 2023 року команда та партнери Nova Ukraine дібралися до зони лиха протягом доби[56]. Nova Ukraine зібрала 50 тис. доларів у перший день і 126 тис. доларів за місяць через збір коштів у Facebook. Значну підтримку також надали такі інституційні партнери, як Global Giving[en]. Nova Ukraine передала понад 35 тонн продуктів харчування та питної води в рамках гуманітарної допомоги понад 12 000 постраждалим від повені.[57]
- У червні 2023 року Nova Ukraine допомогла організувати виступ Джамали в Сан-Франциско в рамках її туру «Like a Bird».[58]
- У відповідь на проблеми, спричинені пандемією Covid-19 та триваючими бойовими діями в Україні, Nova Ukraine співпрацювала з Фондом Говарда Г. Баффета для створення 30 навчальних центрів після школи по всій Україні під брендом "Змістовно". Ці центри надають українським дітям необхідні освітні ресурси, можливості для соціалізації з однолітками та підтримку, вирішуючи труднощі, спричинені дистанційним навчанням та іншими соціально-економічними проблемами.[59]
- Nova Ukraine, у партнерстві з Європейським банком реконструкції та розвитку (ЄБРР), забезпечила педіатричну клініку Охматдит у Києві системою для реабілітації рухливості дітей ARIA для фізичної реабілітації дітей з фізичними обмеженнями.[60]
- Благодійний фонд Асоціації енергетичного бару (CFEBA) надав Nova Ukraine грант "Cornerstone" у розмірі $50,000 на закупівлю та доставку електрогенераторів до лікарень та пунктів обігріву по всій Україні.[61]
- Nova Ukraine використовує сонячну енергію для освітніх установ у Чернігові, які постраждали під час російського вторгнення в Україну в 2022 році. Співпрацюючи з Nevados, постачальником сонячного обладнання з Окленда, Каліфорнія, Nova Ukraine встановлює сонячні панелі у школах, що дозволяє їм працювати під час відключень електроенергії.[62]
- Міністерство освіти і науки України співпрацювало з Nova Ukraine для покращення цифрової освіти українських дітей шляхом надання цифрових пристроїв та впровадження STEM-програм.[63][64]
- Nova Ukraine у співпраці з Razom, Houston for Ukraine та MedGlobal організувала делегацію релігійних лідерів з Української ради церков і релігійних організацій (УЦКРО) для адвокаційних заходів у Вашингтоні та Х'юстоні, штат Техас.[65] Делегація українського духовенства — протестанти, католики, православні, євреї, мусульмани — прибула до Вашингтона, щоб донести до політиків загрозу, яку вторгнення Росії в їхню країну становить для релігійної свободи у країні, де процвітає плюралізм,[66] після доповідей ЮНЕСКО та Інституту релігійної свободи про пошкоджені релігійні об'єкти та загрози релігійним лідерам.[67][68]

### 2024
У липні-вересні 2024 року Nova Ukraine надала допомогу:
- Загальна фінансова допомога організації склала понад $112 млн, з яких 52% спрямовано на медицину – обладнання, ліки та тактичну медицину.
- Надано 3,4 млн порцій їжі в найбільш уразливі регіони, зокрема в зони гуманітарної кризи та прифронтові області.
- Медичне обладнання доставлено до 66 лікарень, включаючи апарати ШВЛ, хірургічні інструменти та перев’язувальні матеріали.
- Евакуйовано цивільних з гарячих точок та надано допомогу військовим, включаючи медикаменти й транспорт.
- Відновлено школи, притулки та житлові будинки, забезпечено навчальні заклади генераторами й технікою.

## Структура
Головне відділення розташовано в Пало-Альто в Каліфорнії, в центрі Кремнієвої долини. Nova Ukraine спочатку мала на меті використати технічну та фінансову базу регіону для підтримки України. Потім вплив організації поширився на сусідні мегаполіси та штати, включаючи Південну Каліфорнію, штати Вашингтон, Невада та Юта. Діяльність також поширилася на штат Нью-Йорк, Вашингтон, та Європу. У Києві було відкрито дочірній офіс із звітними групами і складом, також були відкриті склади у інших українських містах. 2022 року організація надала гуманітарну допомогу Україні на $55,5 млн: медичну допомогу, продукти тощо.
Волонтери об'єднані у командах: фінанси, медицина, логістика, наземні операції, підтримка біженців, освіта та культура, збір коштів і написання грантів, донорські операції, кадри, вебсайт, соціальні мережі, маркетинг і реклама, захист тварин, а також команди спеціальних проєктів.

## Прозорість

### Прозорість організації
Charity Navigator оцінив лідерство та гнучкість Nova Ukraine на 100 %, а у 2024 році Nova Ukraine отримала найвищу відзнаку, чотиризіркове підтвердження підзвітності та фінансових показників. У березні 2022 року en висвітлила діяльність Nova Ukraine.

### Фіскальна прозорість
Nova Ukraine регулярно публікує фінансові звіти та звіти про результати роботи. За даними організації, коефіцієнт операційних витрат (накладні витрати) був лише кілька відсотків, менш ніж у багатьох неприбуткових організацій США.

## Відзнаки
- 2014 — № 2 за популярністю українська неприбуткова організація в США за версією журналу Ukrainian Chicago[80][81].
- 2020 — Нік Білогорський № 31 із «40 глобальних українців» за версією Forbes UA[82].
- 2022 — Нік Білогорський нагороджений президентом Зеленським орденом «За заслуги» III ступеня як співзасновник і співголова Nova Ukraine[83].
- 2022 — № 5 місце лідерів зі збору коштів на підтримку українців за версією Forbes Україна[6].
- 2023 — Nova Ukraine і Razom спільно встановили світовий рекорд за найбільшу кількість зібраних та доставлених генераторів електроенергії (1263) за найкоротший час (30 днів)[84].
- 24 лютого 2023 — представники Nova Ukraine взяла участь у церемоніях підняття прапора в мерії Сан-Хосе разом із мером Меттом Маханом[85].
- 24 серпня 2023 — директори Nova Ukraine взяли участь у церемонії підняття прапорa у мерії Сан-Франциско та у святковій церемонії в мерії Сан-Хосе[86].
- 29 серпня 2023 — директори Nova Ukraine взяли участь у засіданні міськради Санта Клари де мер Ліза Гілмор зачитала декларацію на честь Дня Незалежності України[86].
- 2023 — Остап Коркуна нагороджений президентом Зеленським орденом «За заслуги» III ступеня як співзасновник і співголова Nova Ukraine[87].